# Limnophyton
Limnophyton es un género de plantas con flores de la familia Alismataceae,  con tres especies.  Son nativas de las regiones tropicales del Viejo Mundo.

## Taxonomía
El género fue descrito por  Friedrich Anton Wilhelm Miquel, y publicado en Flora van Nederlandsch Indië 3: 242. 1856. La especie tipo es: Limnophyton obtusifolium
Etimología
Limnophyton: nombre genérico que deriva del griego antiguo: λίμνη (limnê = "lago, pantano") y φυτόν (phyton = "planta").

## Especies
- Limnophyton angolense
- Limnophyton fluitans
- Limnophyton obtusifolium